# Чейн
Чейн (ch) (англ. chain — ланцюг) — застаріла британська та американська одиниця вимірювання відстані, що дорівнює 20,1168 м.
1 чейн = 100 лінків = 1 / 10 Фурлонга = 4 роди = 66 футів = 20, 1168 м.